# ذمرة (المخادر)

تعديل مصدري - تعديل

ذمرة هي إحدى قرى عزلة الوادي بمديرية المخادر التابعة لمحافظة إب، بلغ تعداد سكانها 165 نسمة حسب تعداد اليمن لعام 2004.